# Tale e quale show (prima edizione)
La prima edizione del talent show Tale e quale show è andata in onda dal 20 aprile all'11 maggio 2012 per quattro puntate in prima serata su Rai 1 con la conduzione di Carlo Conti.
La vincitrice di questa prima edizione è stata Serena Autieri, si classifica al secondo posto Enzo Decaro, segue al terzo posto Gabriele Cirilli.

## Cast

### Uomini
- Danilo Brugia
- Gabriele Cirilli
- Enzo Decaro
- Fausto Leali

### Donne
- Serena Autieri
- Luisa Corna
- Gloria Guida
- Rosalia Misseri

### Giudici
La giuria è composta da:
- Loretta Goggi
- Christian De Sica
- Claudio Lippi

### Coach
I coach dei concorrenti vip sono:
- Maria Grazia Fontana: vocal coach
- Pinuccio Pirazzoli: maestro d'orchestra
- Emanuela Aureli: imitatrice
- Fabrizio Mainini: coreografo[1]
- Daniela Loi: vocal coach
- Silvio Pozzoli: vocal coach

## Puntate

### Prima puntata
| Ordine | Canzone                                                                 | Concorrente      | Punteggio |
| ------ | ----------------------------------------------------------------------- | ---------------- | --------- |
| 4      | Sex machine, I feel good e It's a man's man's man's world - James Brown | Fausto Leali     | 49        |
| 2      | Woman in love - Barbra Streisand                                        | Serena Autieri   | 46        |
| 6      | Quando - Pino Daniele                                                   | Gabriele Cirilli | 45        |
| 1      | Champagne e Saint Tropez - Peppino di Capri                             | Enzo Decaro      | 45        |
| 8      | Non sono una signora - Loredana Bertè                                   | Rosalia Misseri  | 38        |
| 3      | La bambola - Patty Pravo                                                | Gloria Guida     | 36        |
| 5      | Mi vendo - Renato Zero                                                  | Luisa Corna      | 28        |
| 7      | Perdere l'amore - Massimo Ranieri                                       | Danilo Brugia    | 25        |

Guest giudice: Patty Pravo

Ospite: Massimo Ranieri

### Seconda puntata
| Ordine | Canzone                                 | Concorrente      | Punteggio |
| ------ | --------------------------------------- | ---------------- | --------- |
| 1      | Rumore - Raffaella Carrà                | Gloria Guida     | 38        |
| 6      | Vacanze romane - Antonella Ruggiero     | Serena Autieri   | 35        |
| 3      | Billie Jean - Michael Jackson           | Rosalia Misseri  | 35        |
| 2      | Nessun dorma - Luciano Pavarotti        | Gabriele Cirilli | 33        |
| 5      | Insieme - Mina                          | Luisa Corna      | 27        |
| 4      | Se mi lasci non vale - Julio Iglesias   | Enzo Decaro      | 27        |
| 8      | Bella senz'anima - Riccardo Cocciante   | Fausto Leali     | 25        |
| 7      | Your song e Crocodile rock - Elton John | Danilo Brugia    | 24        |

Ospiti: Raffaella Carrà (in collegamento telefonico) e David Pratelli

### Terza puntata
| Ordine | Canzone                                                                      | Concorrente      | Punteggio |
| ------ | ---------------------------------------------------------------------------- | ---------------- | --------- |
| 1      | I will always love you - Whitney Houston                                     | Luisa Corna      | 54        |
| 3      | Bad romance - Lady Gaga                                                      | Serena Autieri   | 44        |
| 7      | Non ti scordar mai di me - Giusy Ferreri                                     | Gabriele Cirilli | 41        |
| 2      | Nel sole - Al Bano                                                           | Danilo Brugia    | 40        |
| 8      | Let the music play e You're the first, the last, my everything - Barry White | Enzo Decaro      | 40        |
| 6      | Easy lady e Call me - Ivana Spagna                                           | Rosalia Misseri  | 35        |
| 4      | Vita spericolata - Vasco Rossi                                               | Fausto Leali     | 34        |
| 5      | Sincerità - Arisa                                                            | Gloria Guida     | 24        |

Guest giudice: Al Bano

### Quarta puntata
| Ordine | Canzone                                                       | Concorrente      | Punteggio |
| ------ | ------------------------------------------------------------- | ---------------- | --------- |
| 3      | Maledetta primavera - Loretta Goggi                           | Serena Autieri   | 54        |
| 1      | Resta cu' mme e Meraviglioso - Domenico Modugno               | Enzo Decaro      | 51        |
| 4      | You can leave your hat on - Joe Cocker                        | Fausto Leali     | 42        |
| 6      | I want to break free e We are the champions - Freddie Mercury | Gabriele Cirilli | 37        |
| 2      | Senza pietà - Anna Oxa                                        | Rosalia Misseri  | 37        |
| 5      | Ricordati di me e Sara - Antonello Venditti                   | Danilo Brugia    | 35        |
| 8      | Cabaret e New York, New York - Liza Minnelli                  | Luisa Corna      | 32        |
| 7      | L'amore si odia - Noemi                                       | Gloria Guida     | 24        |

Guest giudice: Anna Oxa

Ospiti:  Noemi e un sosia di Antonello Venditti

### Dodici punti dei giudici
| Puntata | Loretta Goggi | Cristian De Sica | Claudio Lippi | Guest giudice       |
| ------- | ------------- | ---------------- | ------------- | ------------------- |
| Prima   | Decaro        | Autieri          | Autieri       | Patty Pravo: Decaro |
| Seconda | Cirilli       | Autieri          | Autieri       | -                   |
| Terza   | Autieri       | Corna            | Corna         | Al Bano: Autieri    |
| Quarta  | Autieri       | Autieri          | Decaro        | Anna Oxa: Misseri   |

### Cinque punti dei concorrenti
| Puntata | Fausto Leali | Danilo Brugia | Enzo Decaro | Gabriele Cirilli | Luisa Corna | Serena Autieri | Gloria Guida | Rosalia Misseri |
| ------- | ------------ | ------------- | ----------- | ---------------- | ----------- | -------------- | ------------ | --------------- |
| Prima   | Autieri      | Cirilli       | Guida       | Cirilli          | Leali       | Leali          | Brugia       | Misseri         |
| Seconda | Corna        | Guida         | Misseri     | Brugia           | Guida       | Guida          | Decaro       | Decaro          |
| Terza   | Corna        | Brugia        | Cirilli     | Decaro           | Cirilli     | Brugia         | Cirilli      | Corna           |
| Quarta  | Cirilli      | Autieri       | Autieri     | Decaro           | Leali       | Cirilli        | Decaro       | Brugia          |

### Classifica finale
| Posizione | Concorrente      | Punteggio Giuria | Televoto |
| --------- | ---------------- | ---------------- | -------- |
| 1°        | Serena Autieri   | 179              | 36,43%   |
| 2°        | Enzo Decaro      | 163              | 35,10%   |
| 3°        | Gabriele Cirilli | 156              | 19,89%   |
| 4°        | Fausto Leali     | 150              | 8,59%    |
| 5°        | Rosalia Misseri  | 145              | N.D.     |
| 6°        | Luisa Corna      | 141              | N.D.     |
| 7°        | Danilo Brugia    | 124              | N.D.     |
| 8°        | Gloria Guida     | 122              | N.D.     |

### Classifica dei 5 punti
| Posizione | Concorrente      | Punti |
| --------- | ---------------- | ----- |
| 1°        | Gabriele Cirilli | 35    |
| 2°        | Danilo Brugia    | 25    |
| 2°        | Enzo Decaro      | 25    |
| 4°        | Gloria Guida     | 20    |
| 5°        | Serena Autieri   | 15    |
| 5°        | Luisa Corna      | 15    |
| 5°        | Fausto Leali     | 15    |
| 8°        | Rosalia Misseri  | 10    |

### Classifica categoria Uomini
| Posizione | Concorrente      | Punti totali |
| --------- | ---------------- | ------------ |
| 1         | Enzo Decaro      | 163          |
| 2         | Gabriele Cirilli | 156          |
| 3         | Fausto Leali     | 150          |
| 4         | Danilo Brugia    | 124          |

- Enzo Decaro, Gabriele Cirilli, Fausto Leali proseguono la gara nella quarta serie di Tale e quale show - Il torneo.
- Danilo Brugia viene eliminato

### Classifica categoria Donne
| Posizione | Concorrente     | Punti totali |
| --------- | --------------- | ------------ |
| 1         | Serena Autieri  | 179          |
| 2         | Rosalia Misseri | 145          |
| 3         | Luisa Corna     | 141          |
| 4         | Gloria Guida    | 122          |

- Serena Autieri, Rosalia Misseri, Luisa Corna proseguono la gara nella quarta serie di Tale e quale show - Il torneo.
- Gloria Guida viene eliminato

### Premi speciali dei coach
- Miglior immagine: Fausto Leali (Joe Cocker)
- Miglior esibizione: Rosalia Misseri (Michael Jackson) e Serena Autieri (Lady Gaga)
- Miglior imitazione: Luisa Corna (Liza Minnelli)

## Ascolti
| Puntata | Messa in onda  | Telespettatori | Share  |
| ------- | -------------- | -------------- | ------ |
| 1       | 20 aprile 2012 | 5 470 000      | 21,84% |
| 2       | 27 aprile 2012 | 5 253 000      | 21,63% |
| 3       | 4 maggio 2012  | 5 357 000      | 21,96% |
| 4       | 11 maggio 2012 | 5 566 000      | 24,72% |
| Media   | Media          | 5 412 000      | 22,54% |